# Аллеган (Мічиган)
Аллеган (англ. Allegan) — місто (англ. city) в США, в окрузі Аллеган штату Мічиган. Населення — 5222 особи (2020).

## Географія
Аллеган розташований за координатами 42°31′50″ пн. ш. 85°50′47″ зх. д. / 42.53056° пн. ш. 85.84639° зх. д. (42.530638, -85.846348).  За даними Бюро перепису населення США в 2010 році місто мало площу 11,04 км², з яких 9,96 км² — суходіл та 1,07 км² — водойми.

## Демографія
Згідно з переписом 2010 року, у місті мешкало 4998 осіб у 1986 домогосподарствах у складі 1204 родин. Густота населення становила 453 особи/км².  Було 2226 помешкань (202/км²).
Расовий склад населення:
| - 91,4 % — білих - 4,3 % — чорних або афроамериканців - 0,8 % — азіатів - 0,6 % — корінних американців |

До двох чи більше рас належало 2,4 %. Частка іспаномовних становила 3,8 % від усіх жителів.
За віковим діапазоном населення розподілялося таким чином: 25,8 % — особи молодші 18 років, 62,1 % — особи у віці 18—64 років, 12,1 % — особи у віці 65 років та старші. Медіана віку мешканця становила 34,6 року. На 100 осіб жіночої статі у місті припадало 93,6 чоловіків;  на 100 жінок у віці від 18 років та старших — 88,8 чоловіків також старших 18 років.
Середній дохід на одне домашнє господарство  становив 46 985 доларів США (медіана — 41 010), а середній дохід на одну сім'ю — 53 500 доларів (медіана — 44 523). Медіана доходів становила 41 567 доларів для чоловіків та 35 897 доларів для жінок. За межею бідності перебувало 16,8 % осіб, у тому числі 26,8 % дітей у віці до 18 років та 8,1 % осіб у віці 65 років та старших.
Цивільне працевлаштоване населення становило 1871 осіб. Основні галузі зайнятості: виробництво — 45,4 %, науковці, спеціалісти, менеджери — 14,6 %, освіта, охорона здоров'я та соціальна допомога — 13,1 %.